# La Bête humaine (roman)
La Bête humaine is een roman van Émile Zola uit 1890. Het is het zeventiende deel uit de serie Les Rougon-Macquart. 
La Bête Humaine valt binnen de naturalistische stroming, die pretendeert de wetenschappelijke methode toe te passen op de literatuur.
Voordat hij deze en de twintig andere romans in de serie schreef, bedacht hij een stamboom van de familie Rougon-Macquart. Daaromheen heeft hij zijn romans geschreven.
Het titelpersonage Lantier, het "menselijke beest", heeft een erfelijke vorm van waanzin. Hij ervoer tijdens zijn leven verschillende keren dat hij vrouwen wilde vermoorden. Aan het begin van het verhaal is hij machinist van zijn locomotief La Lison. Zijn relatie met La Lison is bijna seksueel en verschaft Lantier enige beheersing over zijn manie.